# Чёрно-жёлтый цветной трупиал
Чёрно-жёлтый цветной трупиал (лат. Icterus graceannae) — вид воробьиных птиц из семейства трупиаловых. Назван Джоном Кассином в честь американской женщины-орнитолога Грейсанны Льюис, которая была его протеже.

## Распространение

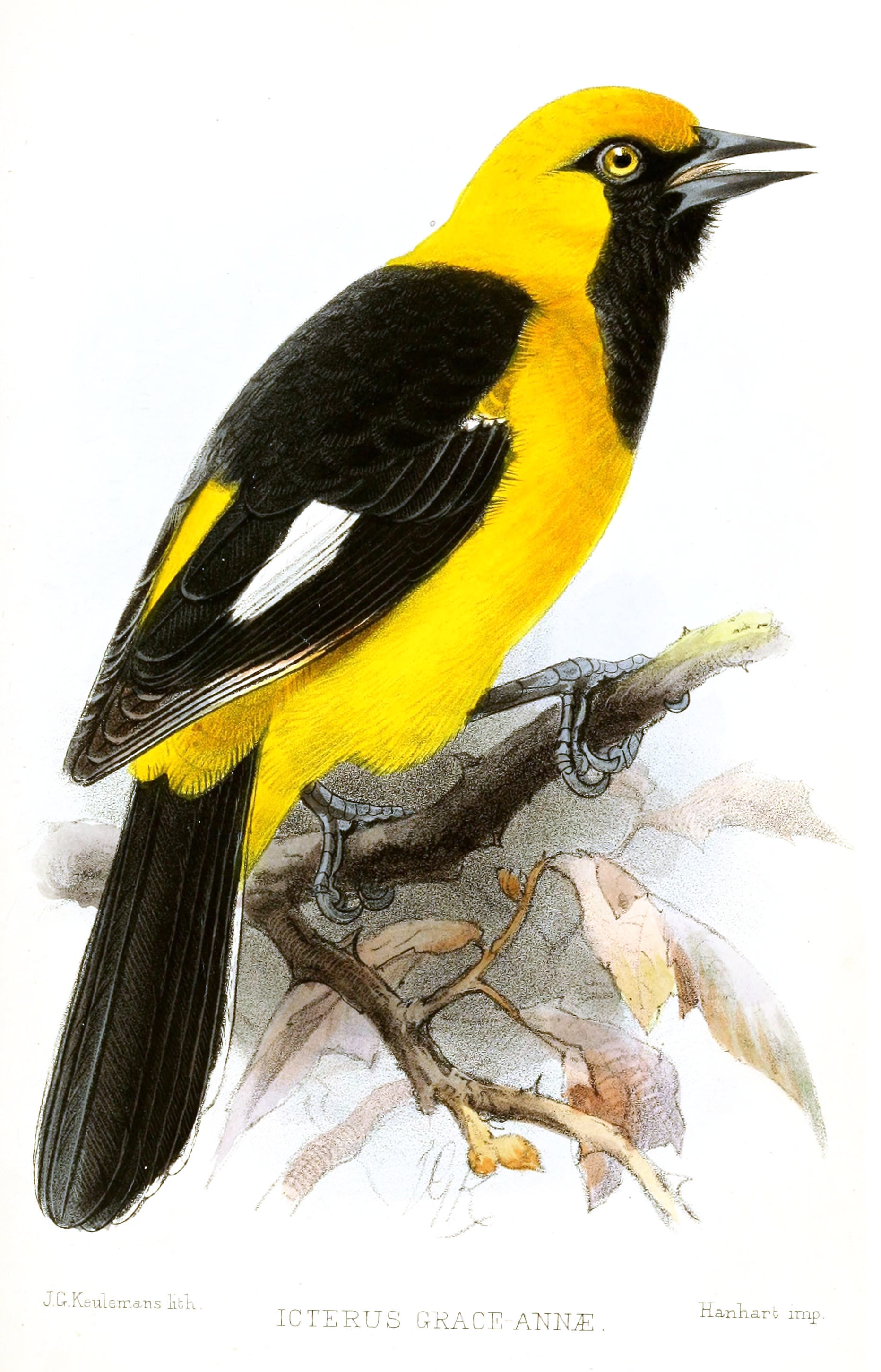

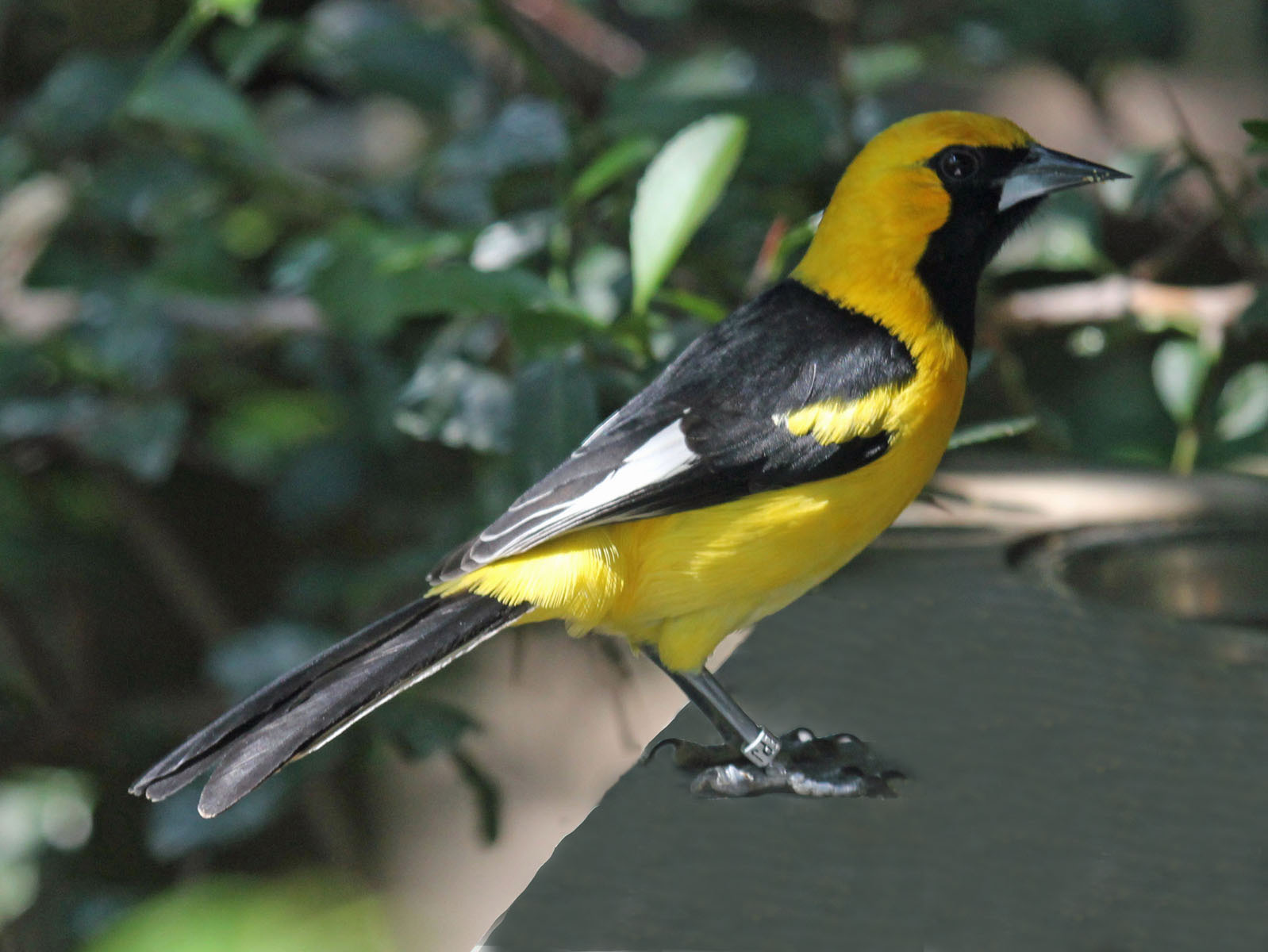

Обитают в Эквадоре и Перу.

## Описание
Длина тела 19—20 см, вес самцов в среднем 45,9 г, самок — 37,1 г. Оперение в основном оранжево-жёлтое, но на горле, верхней части грудки и голове есть чёрные участки, а крылья чёрные преимущественно.

## Биология
Информации о рационе питания немного. Считается, что он состоит из членистоногих, фруктов и нектара.

## Охранный статус
МСОП присвоил виду охранный статус LC.